# Ahmed Zewail
Ahmed Hassan Zewail (tiếng Ả Rập: أحمد حسن زويل) (26 tháng 2 năm 1946 – 2 tháng 8 năm 2016) là nhà hóa học người Mỹ gốc Ai Cập. Ông đoạt Giải Nobel Hóa học năm 1999 vì là người tiên phong trong việc điều tra, nghiên cứu các phản ứng hóa học cơ bản, sử dụng tia laser cực ngắn trên thang thời gian mà các phản ứng xảy ra. Ông là một trong số ít những nhà khoa học của vùng đất Bắc Phi giành giải thưởng Nobel danh giá. Ông là viện sĩ của Viện hàn lâm giáo hoàng về Khoa học.